# How She Triumphed
How She Triumphed è un cortometraggio muto del 1911 diretto da David W. Griffith.

## Produzione
Il film fu prodotto dalla Biograph Company. Venne girato a Pasadena, in California.

## Distribuzione
Distribuito dalla General Film Company, il film - un cortometraggio in una bobina - uscì nelle sale cinematografiche statunitensi il 27 aprile 1911.